# Самуель Балаж
Самуель Балаж (словац. Samuel Baláž, нар. 25 серпня 1998) — словацький веслувальник на каное, бронзовий призер Олімпійських ігор 2020 року.

## Виступи на Олімпіадах
| Олімпіада  | Дисципліна                    | Місце |
| ---------- | ----------------------------- | ----- |
| Токіо 2020 | байдарки-двійки, 1000 метрів  | 10    |
| Токіо 2020 | байдарки-четвірки, 500 метрів | 3     |